# Conciencia después de la muerte

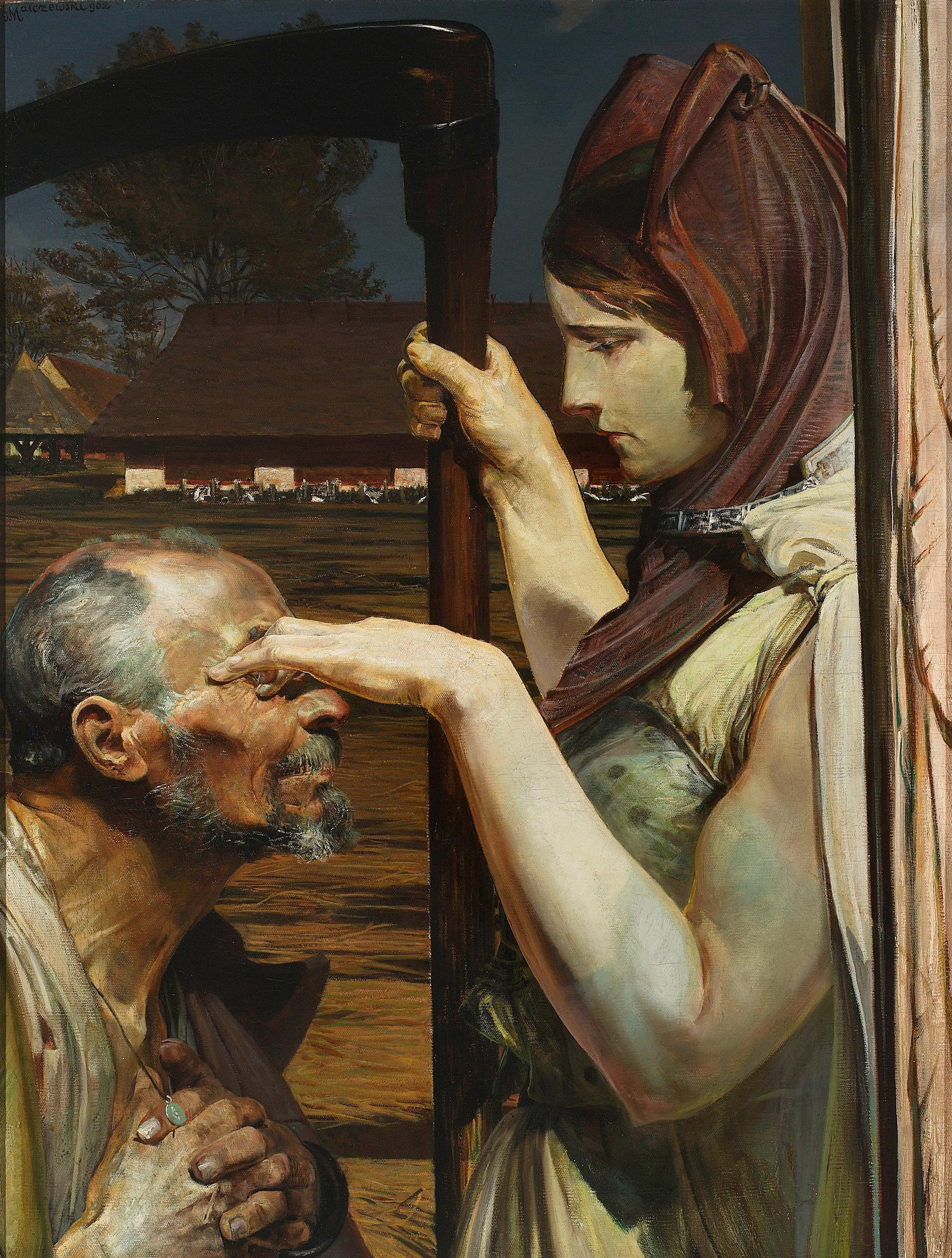
La muerte (en polaco Śmierć), un cuadro de 1902 pintado por Jacek Malczewski.

La conciencia después de la muerte es un asunto común en la sociedad y en la cultura en el contexto de la vida después de la muerte. La investigación científica cree que la mente y la conciencia están estrechamente conectados con el funcionamiento fisiológico del cerebro, cuya cese define la muerte cerebral. Sin embargo, muchas personas creen en alguna forma de vida después de la muerte, que es un aspecto común de muchas religiones.

## Neurociencia
La neurociencia es un gran campo interdisciplinario basado en la premisa de que todo el comportamiento y todos los procesos cognitivos que constituyen la mente tienen su origen en la estructura y función del sistema nervioso, especialmente en el cerebro. Según este punto, la mente puede ser considerada como un conjunto de operaciones llevadas a cabo por el cerebro.
Hay múltiples líneas de evidencia que apoyan esta opinión. Aquí se resumen brevemente junto con algunos ejemplos.
- Correlatos neuroanatómicos: En el campo de la neuroimagen, los neurocientíficos pueden usar diversos métodos de neuroimagen funcional para medir un aspecto de la función cerebral que se correlaciona con un estado mental o proceso particular.
- Manipulaciones experimentales: Los estudios de neuroimagen (correlacional) no pueden determinar si la actividad neuronal juega un papel causal en la ocurrencia de procesos mentales (la correlación no implica causalidad) y no pueden determinar si la actividad neuronal es necesaria o suficiente para que se produzcan dichos procesos. La identificación de causalidad y condiciones necesarias y suficientes requiere manipulación experimental explícita de esa actividad. Si la manipulación de la actividad cerebral cambia de conciencia, entonces se puede inferir un papel causal para esa actividad cerebral.[4]

Dos de los tipos más comunes de experimentos de manipulación son los experimentos de pérdida de función (también llamado necesidad), una parte del sistema nervioso se disminuye o se elimina en un intento de determinar si es necesario que se produzca un cierto proceso y en una ganancia de función, un aspecto del sistema nervioso se incrementa en relación con lo normal. Las manipulaciones de la actividad cerebral pueden realizarse de varias maneras:
Manipulación farmacológica utilizando diversos fármacos psicoactivos que alteran la actividad neuronal al interferir con la neurotransmisión, dando como resultado alteraciones en la percepción, la conciencia, la cognición y el comportamiento. Los fármacos psicoactivos se dividen en diferentes grupos según sus efectos farmacológicos; los eufóricos que tienden a inducir sentimientos de euforia (emoción), estimulantes que inducen mejoras temporales en funciones mentales o físicas, depresiones que deprimen o reducen la excitación o estimulación y alucinógenos que pueden causar alucinaciones, anomalías de percepción y otros cambios subjetivos sustanciales en pensamientos, emoción y conciencia.
Estimulaciones eléctricas y magnéticas usando varios métodos eléctricos y técnicas como la estimulación magnética transcraneana. En una revisión exhaustiva de los resultados obtenidos de los últimos cien años, el neurocientífico Aslihan Selimbeyoglu y el neurólogo Josef Parvizi recopilaron una lista de muchos fenómenos subjetivos y cambios de comportamiento que pueden ser causados por la estimulación eléctrica de la corteza cerebral o subcortical en seres humanos despiertos y conscientes.
Manipulación optogenética donde la luz se utiliza para controlar las neuronas que han sido genéticamente sensibilizadas a la luz.
- Síntomas de lesión cerebral: Examinando casos de estudio (como el caso de Phineas Gage) y los estudios de lesiones son las únicas fuentes de conocimiento sobre lo que le sucede a la mente cuando el cerebro está dañado. Se han documentado varios síntomas.[7][8]
- Desarrollo cognitivo y su correlación: El cerebro crece y se desarrolla en una secuencia intrincadamente orquestada de etapas, y este desarrollo se correlaciona con el desarrollo de varias capacidades mentales.[9][10]

## Muerte
La muerte se definió una vez como el cese de los latidos cardíacos (paro cardíaco) y de la respiración, pero el desarrollo de la reanimación cardiopulmonar y la adecuada desfibrilación y cardioversión eléctrica la han convertido en una definición inadecuada, porque la respiración y los latidos del corazón pueden reiniciarse. Las circunstancias vinculadas a la muerte en el pasado, ya no son irreversibles en todas las circunstancias, sin un corazón o pulmones funcionales, la vida a veces puede sostenerse con una combinación de dispositivos de soporte vital, trasplantes de órganos y marcapasos artificiales.
También puede sugerirse que no es posible que uno mismo o la propia conciencia conozca, entienda, defina o concluya que ya está muerto, especialmente cuando la volición y la percepción, así como el habla y la acción, son generalmente aceptados como integrales y un requisito previo del conocimiento y del pensamiento, por lo tanto la muerte en un sentido absoluto es declarada  por una segunda persona que no sea la fallecida. Hoy en día, cuando se requiere una definición del momento de la muerte, los médicos y los forenses recurren a la muerte cerebral o muerte biológica para definir a una persona como muerta; definiendo la muerte cerebral como la pérdida completa e irreversible de la función del encéfalo (incluyendo la actividad involuntaria necesaria para sostener la vida).

## Experiencia cercana a la muerte (ECM)
Una experiencia cercana a la muerte (ECM) es una experiencia personal asociada con la muerte inminente, que abarca múltiples sensaciones posibles.